# 葉戈里耶夫斯克區 (莫斯科州)

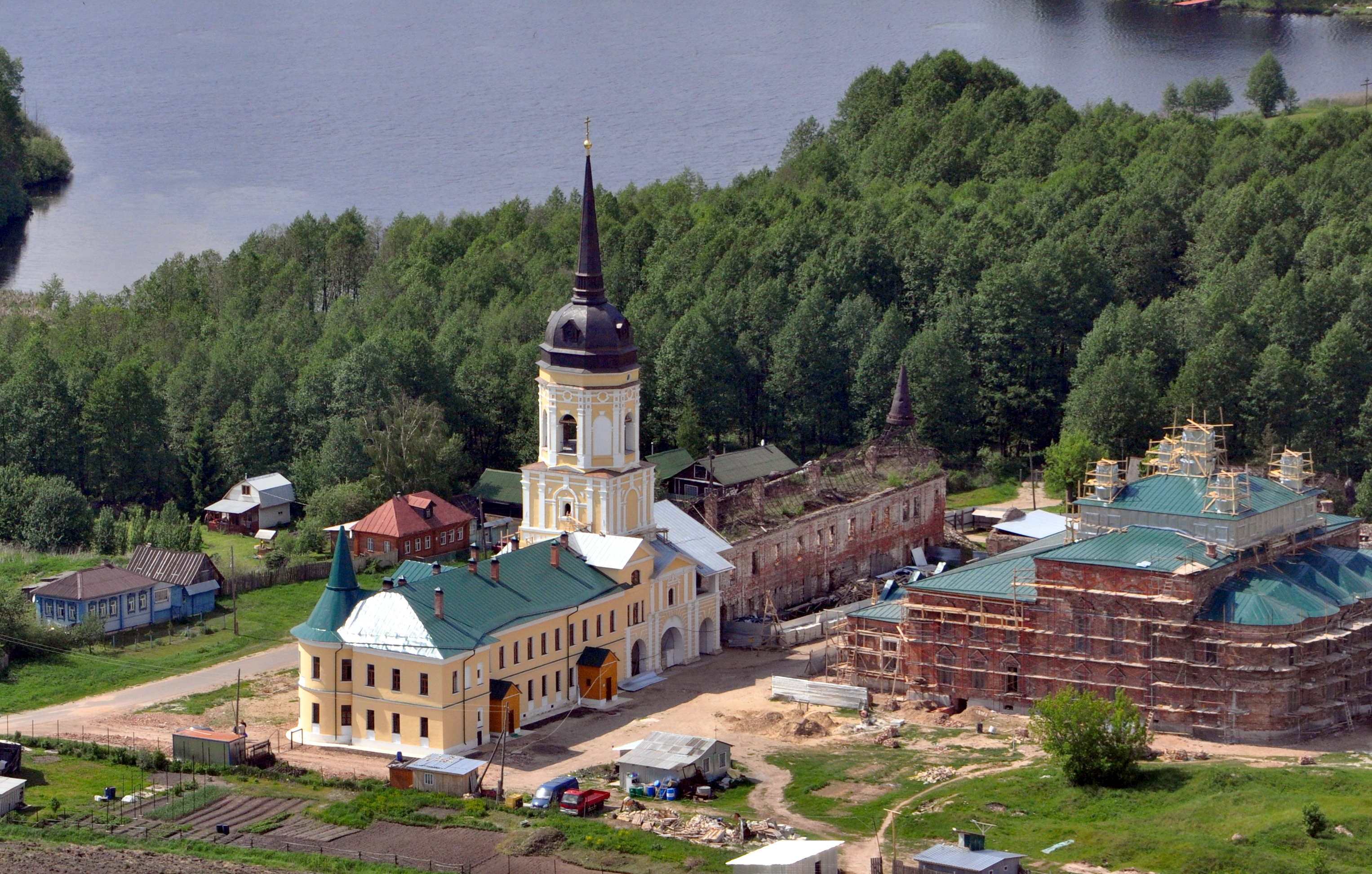

55°23′N 39°02′E / 55.383°N 39.033°E
葉戈里耶夫斯克區（俄语：Городской округ Егорьевск），是俄羅斯的一個區，位於該國西部，由莫斯科州負責管轄，面積1,717.1平方公里，2010年人口102,958，人口密度每平方公里59.96人。